# Carolee Carmello
Carolee Ann Carmello (Albany, 1º settembre 1962) è un'attrice e cantante statunitense, nota interprete di musical a Broadway.

## Biografia
Attiva prevalentemente in campo teatrale, Carolee Carmello ha recitato in numerosi musical, tra cui Big River (tour americano, 1987), City of Angels (Broadway, 1989), Les Misérables, Kiss Me, Kate (Broadway, 1999), Elegies for Angels, Punks and Raging Queens (New York, 2001), The King and I (New Jersey, 2002), Mamma Mia! (Broadway, 2005), Lestat (Broadway, 2006), The Addams Family (2010), Sister Act (Broadway, 2011) e Sweeney Todd (Off Broadway, 2016). Per le sue interpretazioni a Broadway ha ricevuto tre candidature al Tony Award. Ha anche recitato in diverse serie televisive, tra cui Smash e Frasier.

### Vita privata
Ha sposato l'attore Gregg Edelman nel 1995 e hanno divorziato nel 2015. La coppia ha avuto due figli.

## Filmografia

### Televisione
- Remember WENN – serie TV, 13 episodi (1996-1998)
- Frasier – serie TV, 1 episodio (1999)
- Law & Order - I due volti della giustizia (Law & Order) – serie TV, 1 episodio (2001)
- Law & Order - Unità vittime speciali (Law & Order: Special Victims Unit) – serie TV, 2 episodi (2003-2015)
- Ed – serie TV, 1 episodio (2004)
- Smash – serie TV, 1 episodio (2013)
- Madam Secretary – serie TV, 1 episodio (2015)
- The Deuce - La via del porno (The Deuce) – serie TV, 1 episodio (2015)
- La fantastica signora Maisel (The Marvelous Mrs. Maisel) – serie TV, 1 episodio (2017)
- The Good Fight – serie TV, 2 episodi (2018-2022)
- Evil – serie TV, episodio 2x09 (2021)
- Dopesick - Dichiarazione di dipendenza (Dopesick) – serie TV, 3 episodi (2021)
- Indoor Boys – serie TV, 12 episodi (2019)
- Blue Bloods – serie TV, 1 episodio (2024)

## Teatro
- Big River, tour statunitense (1987)
- Les Misérables, tour statunitense (1988)
- Grease, Benedum Center for the Performing Arts di Pittsburgh (1989)
- City of Angels, Virginia Theatre di Broadway (1989)
- Chess, tour statunitense (1990)
- Pal Joey, Boston University Theatre di Boston (1992)
- Falsettos, John Golden Theatre di Broadway (1992)
- Falsettos, tour statunitense (1993)
- Hello Again, Lincoln Center di New York (1993)
- Das Barbecü, Minetta Theatre di New York (1994)
- john & jen, Lambs Theatre di New York (1995)
- 1776, Gershwin Theatre di Broadway (1997)
- Parade, Lincoln Center di Broadway (1998)
- Bells are Ringing, Los Angeles Reprise! di Los Angeles (1999)
- The Scarlet Pimpernel, Neil Simon Theatre di Broadway (1999)
- Kiss Me, Kate, Martin Beck Theatre di Broadway (2001)
- The King and I, Paper Mill Playhouse di Millburn (2002)
- On the Twentieth Century, Los Angeles Reprise! di Los Angeles (2003)
- Urinetown: The Musical, Henry Miller's Theatre di Broadway (2003)
- Baby, Paper Mill Playhouse di Millburn (2004)
- Mamma Mia!, Winter Garden Theatre di Broadway (2004)
- Lestat, Palace Theatre di Broadway (2006)
- Mamma Mia!, Winter Garden Theatre di Broadway (2006)
- Saving Aimee, Signature Theatre di Arlington (2007)
- The Addams Family, Lunt-Fontanne Theatre di Broadway (2010)
- Sister Act, Broadway Theatre di Broadway (2011)
- Scandalous, Neil Simon Theatre di Broadway (2012)
- Finding Neverland, Lunt-Fontanne Theatre di Broadway (2015)
- Tuck Everlasting, Broadhurst Theatre di Broadway (2016)
- Finding Neverland, Lunt-Fontanne Theatre di Broadway (2016)
- Sweeney Todd: The Demon Barber of Fleet Street, Barrow Street Theatre di New York (2017)
- Gypsy: A Musical Fable, Broadway At Music Circus di Sacramento (2018)
- Hello, Dolly!, tour statunitense (2019)
- 1776, American Airlines Theatre di Broadway (2022)
- Bad Cinderella, Imperial Theatre (2023)
- Nine, Kennedy Center di Washington (2024)
- Kimberly Akimbo, tour statunitense (2024)

## Riconoscimenti
- Drama Desk Award
  - 1999 – Miglior attrice protagonista in un musical per Parade
  - 2006 – Candidatura Miglior attrice non protagonista in un musical per Lestat
  - 2010 – Candidatura Miglior attrice non protagonista in un musical per The Addams Family
  - 2013 – Candidatura Miglior attrice protagonista in un musical per Scandalous
  - 2015 – Candidatura Miglior attrice non protagonista in un musical per Finding Neverland
- Tony Award
  - 1999 – Candidatura Miglior attrice protagonista in un musical per Parade
  - 2006 – Candidatura Miglior attrice non protagonista in un musical per Lestat
  - 2015 – Candidatura Miglior attrice protagonista in un musical per Scandalous

## Doppiatrici italiane
Nelle versioni in italiano dei suoi lavori, Carolee Carmello è stata doppiata da:
- Daniela Abbruzzese ne La fantastica signora Maisel
- Alessandra Korompay in Dopesick - Dichiarazione di dipendenza
- Laura Cosenza in Blue Bloods